# Waldbüttelbrunn
Waldbüttelbrunn là một đô thị trong huyện Würzburg bang Bayern, Đức.